# Copa de Naciones del Golfo de 2023
La Copa de Naciones del Golfo de 2023, oficialmente 25.ª Copa del Golfo Arábigo Irak 2023 (en inglés: 25th Arabian Gulf Cup Irak 2023; y en árabe: كأس الخليج العربي 25‎), fue la vigésimo quinta edición de la Copa de Naciones del Golfo. Se llevó a cabo en Irak. Inicialmente estaba prevista para disputarse del 24 de diciembre de 2021 al 7 de enero de 2022, pero se pospuso para el 6 al 23 de enero de 2023 debido a los compromisos asumidos por Catar para albergar la Copa Mundial de Fútbol de 2022.
Contó con la participación de ocho selecciones nacionales masculinas.

## Sedes
| Basora                |                           |
| Estadio Internacional | Estadio Olímpico Al-Minaa |
| Aforo: 65 000         | Aforo: 30 000             |
|                       |                           |

## Equipos participantes
El sorteo de los grupos se llevó a cabo el 25 de octubre de 2022 en el hotel Grand Millennium Al Seef en Basora. Los equipos fueron organizados para el sorteo por su posición en el ranking FIFA.
| Equipos participantes | Equipos participantes | Equipos participantes | Equipos participantes  |
| --------------------- | --------------------- | --------------------- | ---------------------- |
| Arabia Saudita        | Baréin                | Catar                 | Emiratos Árabes Unidos |
| Irak                  | Kuwait                | Omán                  | Yemen                  |

## Árbitros
| Árbitros principales - Shukri Al-Hanfoush - Ma Ning - Adnan Al-Naqbi - Ali Sabah - Abdullah Jamali - Ahmed Al-Kaf - Salman Falahi - István Kovács - Ilgiz Tantashev | Árbitros asistentes - Faisal Nasser Al Qahtani - Yasir Abdullah Al Sultan - Zhang Cheng - Zhou Fei - Ali Rashid Al Nuaimi - Sabet Obaid Al Ali - Abdulhadi Manea - Sayedali Mahmoud - Rashid Abdi - Rashad Al-Hakmani - Khaled Ayed - Zahi Al-Shammari - Ovidiu-Mihai Artene - Vasile Marinescu - Alisher Usmanov - Sanjar Shayusupov | Árbitros VAR - Abdullah Al-Shehri - Fu Ming - Ahmed Darwish - Jérémie Pignard - Rédouane Jiyed - Abdullah Al-Marri |

## Fase de grupos
- Los horarios son correspondientes al huso horario de Irak (UTC+3).

### Grupo A
| Selección      | Pts | PJ | PG | PE | PP | GF | GC | Dif |
| -------------- | --- | -- | -- | -- | -- | -- | -- | --- |
| Irak           | 7   | 3  | 2  | 1  | 0  | 7  | 0  | 7   |
| Omán           | 7   | 3  | 2  | 1  | 0  | 5  | 3  | 2   |
| Arabia Saudita | 3   | 3  | 1  | 0  | 2  | 3  | 4  | –1  |
| Yemen          | 0   | 3  | 0  | 0  | 3  | 2  | 10 | –8  |

| 6 de enero | Irak | 0:0     | Omán | Estadio Internacional, Basora |                           |
| 19:00      |      | Reporte |      | Árbitro(s): István Kovács     | Árbitro(s): István Kovács |

| 6 de enero | Yemen | 0:2 (0:2) | Arabia Saudita                        | Estadio Internacional, Basora |                           |
| 21:45      |       | Reporte   | - Al-Nabit 18' - Al-Juwayr 34' (pen.) | Árbitro(s): Salman Falahi     | Árbitro(s): Salman Falahi |

| 9 de enero | Omán                                               | 3:2 (2:2) | Yemen                                   | Estadio Internacional, Basora |                             |
| 16:15      | - Abbas 2' (a.g.) - A. Al-Alawi 37' - Al-Sabhi 47' | Reporte   | - Al-Matari 12' (pen.) - O. Al-Dahi 30' | Árbitro(s): Abdullah Jamali   | Árbitro(s): Abdullah Jamali |

| 9 de enero | Arabia Saudita | 0:2 (0:1) | Irak                      | Estadio Internacional, Basora |                               |
| 19:15      |                | Reporte   | - Bayesh 30' - Rostam 86' | Árbitro(s): Adel Ali Al Naqbi | Árbitro(s): Adel Ali Al Naqbi |

| 12 de enero | Irak                                                          | 5:0 (1:0) | Yemen | Estadio Internacional, Basora |                             |
| 18:00       | - Nadhim 40' - Attwan 64' - Hussein 74' (pen.), 75' - Ali 88' | Reporte   |       | Árbitro(s): Ilgiz Tantashev   | Árbitro(s): Ilgiz Tantashev |

| 12 de enero | Arabia Saudita | 1:2 (1:1) | Omán                             | Estadio Olímpico Al-Minaa, Basora |                     |
| 18:00       | Al-Ammar 41'   | Reporte   | - R. Al-Alawi 34' - Al-Saadi 84' | Árbitro(s): Ma Ning               | Árbitro(s): Ma Ning |

### Grupo B
| Selección              | Pts | PJ | PG | PE | PP | GF | GC | Dif |
| ---------------------- | --- | -- | -- | -- | -- | -- | -- | --- |
| Baréin                 | 7   | 3  | 2  | 1  | 0  | 5  | 3  | 2   |
| Catar                  | 4   | 3  | 1  | 1  | 1  | 4  | 3  | 1   |
| Kuwait                 | 4   | 3  | 1  | 1  | 1  | 2  | 3  | –1  |
| Emiratos Árabes Unidos | 1   | 3  | 0  | 1  | 2  | 2  | 4  | –2  |

| 7 de enero | Baréin                         | 2:1 (0:0) | Emiratos Árabes Unidos | Estadio Olímpico Al-Minaa, Basora |                          |
| 16:15      | - Al-Aswad 60' - Al-Shaikh 77' | Reporte   | Tagliabúe 90+2'        | Árbitro(s): Ahmed Al-Kaf          | Árbitro(s): Ahmed Al-Kaf |

| 7 de enero | Kuwait | 0:2 (0:2) | Catar                              | Estadio Olímpico Al-Minaa, Basora |                     |
| 19:15      |        | Reporte   | - Surag 23' - Alaaeldin 38' (pen.) | Árbitro(s): Ma Ning               | Árbitro(s): Ma Ning |

| 10 de enero | Emiratos Árabes Unidos | 0:1 (0:0) | Kuwait            | Estadio Olímpico Al-Minaa, Basora |                               |
| 16:15       |                        | Reporte   | Al-Dhafeeri 90+3' | Árbitro(s): Shukri Al-Hunfush     | Árbitro(s): Shukri Al-Hunfush |

| 10 de enero | Catar         | 1:2 (1:0) | Baréin                               | Estadio Olímpico Al-Minaa, Basora |                             |
| 19:15       | Alaaeldin 34' | Reporte   | - Waad 72' (a.g.) - Helal 89' (pen.) | Árbitro(s): Ilgiz Tantashev       | Árbitro(s): Ilgiz Tantashev |

| 13 de enero | Baréin          | 1:1 (1:1) | Kuwait        | Estadio Internacional, Basora |                           |
| 18:00       | Al-Humaidan 26' | Reporte   | Al-Khaldi 45' | Árbitro(s): István Kovács     | Árbitro(s): István Kovács |

| 13 de enero | Emiratos Árabes Unidos | 1:1 (0:0) | Catar           | Estadio Olímpico Al-Minaa, Basora |                       |
| 18:00       | Lima 77'               | Reporte   | Al-Abdullah 88' | Árbitro(s): Ali Sabah             | Árbitro(s): Ali Sabah |

## Fase final
- Los horarios son correspondientes al huso horario de Irak (UTC+3).

### Cuadro de desarrollo
|  | Semifinales          | Semifinales |                      |   | Final | Final |
|  |                      |             |                      |   |       |       |
|  | 16 de enero – Basora |             |                      |   |       |       |
|  |                      |             |                      |   |       |       |
|  | Irak                 | 2           |                      |   |       |       |
|  | Irak                 | 2           | 19 de enero – Basora |   |       |       |
|  | Catar                | 1           |                      |   |       |       |
|  | Catar                | 1           | Irak (t. s.)         | 3 |       |       |
|  | 16 de enero – Basora |             | Irak (t. s.)         | 3 |       |       |
|  |                      | Omán        | 2                    |   |       |       |
|  | Baréin               | Omán        | 2                    | 0 |       |       |
|  | Baréin               |             |                      | 0 |       |       |
|  | Omán                 | 1           |                      |   |       |       |
|  | Omán                 | 1           |                      |   |       |       |

### Semifinales
| 16 de enero | Irak                       | 2:1 (2:1) | Catar     | Estadio Internacional, Basora |                     |
| 16:15       | - Bayesh 19' - Hussein 43' | Reporte   | Surag 28' | Árbitro(s): Ma Ning           | Árbitro(s): Ma Ning |

| 16 de enero | Baréin | 0:1 (0:0) | Omán           | Estadio Internacional, Basora |                               |
| 20:15       |        | Reporte   | Al-Yahmadi 83' | Árbitro(s): Adel Ali Al Naqbi | Árbitro(s): Adel Ali Al Naqbi |

### Final
| 19 de enero | Irak                                              | 3:2 (1:1, 1:0) (t. s.) | Omán                                       | Estadio Internacional, Basora |                           |
| 19:00       | - Bayesh 24' - Attwan 116' (pen.) - Younis 120+2' | Reporte                | - Al-Yahyaei 90+10' (pen.) - Al-Malki 119' | Árbitro(s): István Kovács     | Árbitro(s): István Kovács |

|                         |
| Bandera de Irak         |
| Campeón Irak 4.º título |

## Estadísticas

### Tabla general
| Pos. | Equipo                 | Pts | PJ | PG | PE | PP | GF | GC | Dif. | Rend.  |
| ---- | ---------------------- | --- | -- | -- | -- | -- | -- | -- | ---- | ------ |
| 1    | Irak                   | 13  | 5  | 4  | 1  | 0  | 12 | 3  | 9    | 86,67% |
| 2    | Omán                   | 10  | 5  | 3  | 1  | 1  | 8  | 6  | 2    | 66,67% |
| 3    | Baréin                 | 7   | 4  | 2  | 1  | 1  | 5  | 4  | 1    | 58,33% |
| 4    | Catar                  | 4   | 4  | 1  | 1  | 2  | 5  | 5  | 0    | 33,33% |
| 5    | Kuwait                 | 4   | 3  | 1  | 1  | 1  | 2  | 3  | –1   | 44,44% |
| 6    | Arabia Saudita         | 3   | 3  | 1  | 0  | 2  | 3  | 4  | -1   | 33,33% |
| 7    | Emiratos Árabes Unidos | 1   | 3  | 0  | 1  | 2  | 2  | 4  | –2   | 11,11% |
| 8    | Yemen                  | 0   | 3  | 0  | 0  | 3  | 2  | 10 | -8   | 0%     |

### Goleadores
| Jugador                | Selección              | Goles |
| ---------------------- | ---------------------- | ----- |
| Aymen Hussein          | Irak                   | 3     |
| Ibrahim Bayesh         | Irak                   | 3     |
| Ahmed Alaaeldin        | Catar                  | 2     |
| Amjad Attwan           | Irak                   | 2     |
| Amro Surag             | Catar                  | 2     |
| Abdulla Helal          | Baréin                 | 1     |
| Abdulwasea Al-Matari   | Yemen                  | 1     |
| Ahmad Al-Dhafeeri      | Kuwait                 | 1     |
| Arshad Al-Alawi        | Omán                   | 1     |
| Aso Rostam             | Irak                   | 1     |
| Fábio Virginio de Lima | Emiratos Árabes Unidos | 1     |
| Jameel Al-Yahmadi      | Omán                   | 1     |
| Harib Al-Saadi         | Omán                   | 1     |
| Hussein Ali            | Irak                   | 1     |
| Issam Al-Sabhi         | Omán                   | 1     |
| Jasim Al-Shaikh        | Baréin                 | 1     |
| Kamil Al-Aswad         | Baréin                 | 1     |
| Mahdi Al-Humaidan      | Baréin                 | 1     |
| Manaf Younis           | Irak                   | 1     |
| Musab Al-Juwayr        | Arabia Saudita         | 1     |
| Mustafa Nadhim         | Irak                   | 1     |
| Omar Al-Dahi           | Yemen                  | 1     |
| Omar Al Malki          | Omán                   | 1     |
| Rabia Al-Alawi         | Omán                   | 1     |
| Salaah Al-Yahyaei      | Omán                   | 1     |
| Sebastián Tagliabúe    | Emiratos Árabes Unidos | 1     |
| Shabaib Al-Khaldi      | Kuwait                 | 1     |
| Sumayhan Al-Nabit      | Arabia Saudita         | 1     |
| Tameem Al-Abdullah     | Catar                  | 1     |
| Turki Al-Ammar         | Arabia Saudita         | 1     |

### Autogoles
| Jugador         | Selección | Rival  | Goles |
| --------------- | --------- | ------ | ----- |
| Ali Fadhl Abbas | Yemen     | Omán   | 1     |
| Mohammed Waad   | Catar     | Baréin | 1     |